# 擬球面
擬球面（ぎきゅうめん、英: pseudosphere）または擬球（ぎきゅう）とは、幾何学において、ガウス曲率が負の定数となる曲面のことである。
半径 R の擬球面とは、3次元ユークリッド空間 (R³) 内で至る所でガウス曲率が -1/R2 となるような曲面である。擬球面という名は、半径 R の球面が至る所で 1/R2 のガウス曲率であることとの類似から来ている。擬球面という用語は、エウジェニオ・ベルトラミが1868年の双曲幾何学モデルに関する論文で導入したものである 。

## 牽引面

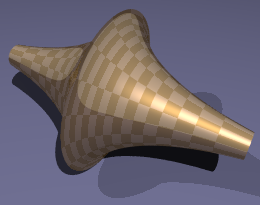
牽引面

擬球面は、牽引線（追跡線、トラクトリクス曲線）をその漸近線を中心に回転させてできる曲面（回転面）と一致する。このため擬球面は牽引面（または追跡面、トラクトロイド）とも呼ばれる。例えば、半径1の擬球面（の半分）は、次式のように変数表示された牽引線の回転面である。
{\displaystyle t\mapsto \left(t-\tanh t,\operatorname {sech} \,t\right),\quad \quad 0\leq t<\infty .}
牽引面は、赤道に当たる中央の円が特異点となる特異な2次元空間だが、赤道以外では至る所でガウス曲率が一定の負の値となる。したがって、部分的には双曲2次元空間と等長写像の関係にあると言える。
「擬球面」という名前は、ガウス曲率が負の定数である2次元の曲面であることから生まれた。球のガウス曲率が、正の定数であることと同様であるためである。球がどの点においても凸型に膨らんだ形状を意味する正の曲率であるのに対して、擬球面全体はどの点においても鞍のような形状を意味する負の曲率である。
1693年に、早くもクリスティアーン・ホイヘンスは、この形が回転軸に沿って無限に広がっているにもかかわらず、体積と表面積が有限であることを発見した。半径 R に対し、表面積は 4πR2 と球の表面積に等しいが、体積は 2/3πR3 と半径を同じくする球の体積の半分となる。
擬球面は、幾何学に基づく意匠を扱う染織工芸や教育へ繋がる重要な基礎的図形の一つともされる。

## 普遍被覆空間

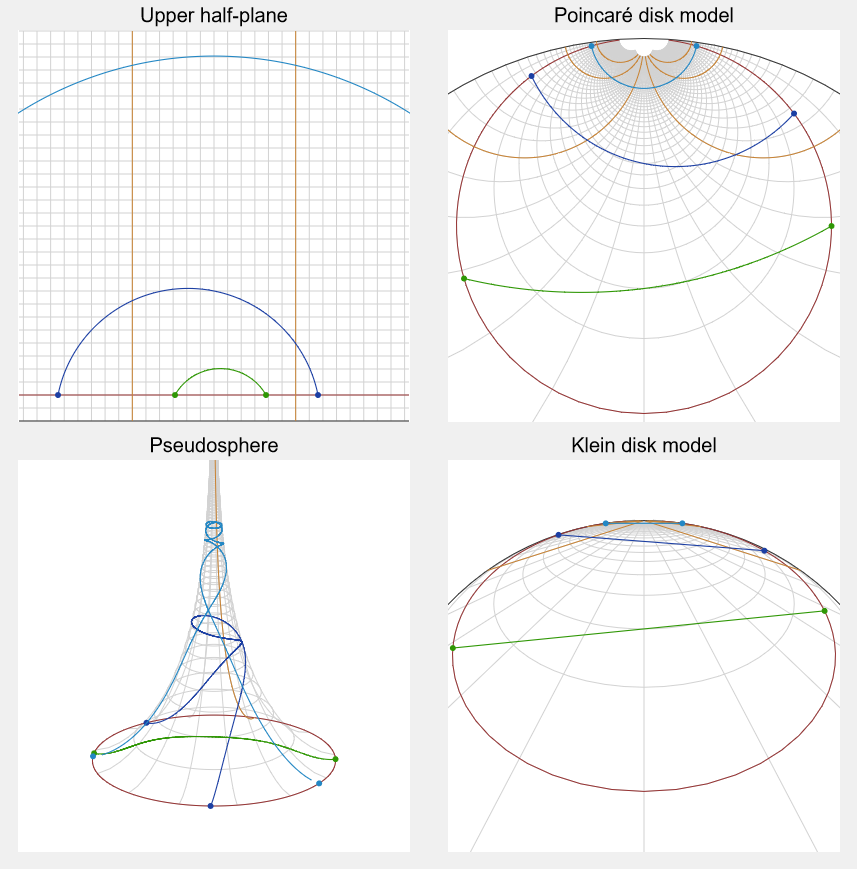
擬球面と他の3つの双曲幾何学模型との関係

曲率 −1 の擬球面（牽引面の半分）は、界線 (en:Horocycle) の内部で被覆される。ポワンカレ半平面模型には、この被覆に都合の良い、y ≥ 1 の半平面の部分がある。ここで、被覆写像は x 方向に周期 2π を持ち、界線 y = c を擬似球面の子午線に、垂直測地線 x = c を擬球面を生成する牽引線に対応させる。この写像は局所的等長写像であり、したがって上半平面の y ≥ 1 の部分が擬球面の普遍被覆空間となる。{\displaystyle t\mapsto {\big (}u(t)=t-\operatorname {tanh} t,v(t)=\operatorname {sech} t{\big )}} を牽引線の媒介変数式とするとき、正確な写像は、
{\displaystyle (x,y)\mapsto {\big (}v(\operatorname {arcosh} y)\cos x,v(\operatorname {arcosh} y)\sin x,u(\operatorname {arcosh} y){\big )}}
となる。

## 双曲面

擬球面をディニの曲面の一部に変形する。この変形は微分幾何学においてリー変換と呼ばれる。対応するサイン・ゴルドン方程式の解では、この変形は静的な1ソリトン解のローレンツ変換に対応する。

双曲2次元空間の双曲面模型を扱ういくつかの文献では、双曲面のことを擬球面と呼ぶ場合がある。
これは、双曲面がミンコフスキー空間に埋め込まれた虚数半径の球面として考えられるためである。

## 擬球的曲面
擬球的曲面は、擬球面の一般化である。曲率が負の定数である R³ において部分的に滑らかに埋め込まれた曲面は、擬球的曲面と呼ばれる。牽引面は最も単純な例である。他の例としては、ディニの曲面、ブリーザー曲面、クエン曲面などがある。

## サイン・ゴルドン方程式との関係
擬球面は、サイン・ゴルドン方程式の解から導くことができる。簡略化した証明は、ガウス・コダッチ方程式をサイン・ゴルドン方程式として書き換えられる座標系における牽引面の変数を変更することから始まる。
特に牽引面に関しては、ガウス・コダッチ方程式が静的ソリトン解に適用されたサイン・ゴルドン方程式であるため、ガウス・コダッチ方程式の要件は満たされている。この座標系では、第一基本形式と第二基本形式は、サイン・ゴルドン方程式の任意の解に対してガウス曲率が −1 であることが明確に分かる形で記述されている。
したがって、サイン・ゴルドン方程式の任意の解を使用して、ガウス・コダッチ方程式の要件を満たす第一基本形式と第二基本形式を選ぶことができる。また、任意の初期データの集まりによって、少なくとも局所的に R³ に埋め込まれた曲面を選ぶことができるという定理がある。
以下に、サイン・ゴルドン方程式のいくつかの解とそれに対応する曲面の僅かな例を示す。
- 静的1ソリトン解：擬球面
- 動的1ソリトン解：ディニの曲面
- ブリーザー解：ブリーザー曲面
- 2ソリトン：クエン曲面